# Марчиано, Дави
Дави Марчиано (фр. David Marciano; род. 4 июля 1969, Тулуза) — монакский шахматист, гроссмейстер (1998).
В составе сборной Франции участник 33-й Олимпиады (1998) в Элисте и 12-го командного чемпионата Европы (1999) в Батуми.

## Изменения рейтинга
| Графики недоступны из-за технических проблем. См. информацию на Фабрикаторе и на mediawiki.org. |